# Dragonlance
Dragonlance er et fantasy-univers skabt til rollespillet Dungeons & Dragons. Det er opfundet af spildesignerne Tracy og Laura Hickman i 1984 og er siden blevet udbygget og beskrevet i en lang række spilmaterialer og bøger. Spil-firmaet TSR udgav først i 1992 en sammenhængende og detaljeret beskrivelse af Dragonlance-universet med boksudgivelsen "Tales of the Lance".
I november 1984 udkom bogen "Dragons of Autumn Twilight", den første i en lang række fantasy-bøger i Dragonlance-universet med over 190 titler. De fleste Dragonlance-bøger er skrevet af Tracy Hickman i samarbejde med forfatteren Margaret Weis. Bøgerne blev med årene så populære, at de blev udbygget af andre forfattere, og i 2008 udkom der en tegnefilm baseret på den første bog. Mange af Dragonlance-bøgerne er oversat til dansk.

## Danske bøger i serien (ufuldstændig liste)
- Krøniker: (The Chronicles Trilogy)
  1. De første tegn (Dragons of Autumn Twilight)
  2. Drageskygger (Dragons of Autumn Twilight)
  3. Dragemørke (Dragons of Winter Night)
  4. Dragelansen (Dragons of Winter Night)
  5. Dragekrigen (Dragons of Spring Dawning)
  6. Mørkets Dronning (Dragons of Spring Dawning)

- Legender: (Legends)
  1. Den sorte kåbe (Time of the Twins)
  2. Præstekongen (Time of the Twins)
  3. Tidens flod (War of the Twins)
  4. Dværgekrigene (War of the Twins)
  5. Afgrunden (Test of the Twins)
  6. Kampen om Palanthas (Test of the Twins)

- Heltenes Børn: (The Second Generation)
  1. Kitiaras søn (The Second Generation)
  2. Troldmandens arving (The Second Generation)
  3. Jagten på Gråstenen (The Second Generation)
  4. Ofret (The Second Generation)

- Kaos krøniken: (The Second Generation)
  1. De sorte riddere (Dragons of Summer Flame)
  2. Den sidste strid (Dragons of Summer Flame)

- Sjæle-krøniken: (War of Souls)
  1. Dragernes tid (Dragons of a Fallen Sun)
  2. Elvernes land (Dragons of a Fallen Sun)
  3. Nattens herre (Dragons of a Lost Star)
  4. De dødes hær (Dragons of a Lost Star)
  5. Gudindens tjenere (Dragons of a Vanished Moon)
  6. Gudens offer (Dragons of a Vanished Moon

- Døde-krøniken : (Dark Disciple)
  1. Præstinden (Amber and Ashes)
  2. Munken (Amber and Ashes)
  3. Guden (Amber and Iron)
  4. Gudinden (Amber and Iron)
  5. Dansk titel endnu ukendt (Amber and Blood)

- Forhistorier: (Meetings Sextet)
  1. Flint og elverne (Kindred Spirits)
  2. Flint og Tanis (Kindred Spirits)
  3. Kendar på vandring (Wanderlust)
  4. Kendar i knibe (Wanderlust)
  5. Søster og brødre (Dark Heart)
  6. Mørkets hjerte (Dark Heart)
  7. Riddersøn (The Oath and the Measure)
  8. Ridderære (The Oath and the Measure)
  9. Rejsekammerater (Steel and Stone)
  10. Krigskammerater (Steel and Stone)
  11. Minotaurernes rige (The Companions)
  12. Minotaurernes plan (The Companions)

- Heltesagn:  (Heroes)
  1. Huma og minotauren (The Legend of Huma)
  2. Huma og sølvdragen (The Legend of Huma)
  3. Dværgestål (Stormblade)
  4. Dværgekrig (Stormblade)
  5. Den uvillige væbner (Weasel's Luck)
  6. Den uheldige ridder (Weasel's Luck)
  7. Minotauren Kaz (Kaz, the Minotaur)
  8. Dragedræberen Kaz (Kaz, the Minotaur)
  9. Porten til Thorbardin (The Gates of Thorbardin)
  10. Kampen om Thorbardin (The Gates of Thorbardin)
  11. Væslen som ridder (Galen beknighted)
  12. Væslen som redningsmand (Galen beknighted)

- Draconianer krøniken: (Kang's Regiment)
  1. Dværgesnaps (The Doom Brigade)
  2. Drageæg (The Doom Brigade)
  3. Hanner og hunner (Draconian Measures)
  4. Venner og fjender (Draconian Measures)

- Dragonlance fortællinger: 
  1. Under ildregnen (The Silken Threads & True Knight)
  2. Kendarens hemmelighed (The story that Tasslehoff promised he never, ever, ever tell. The test of the twins. Raistlin and the knight of solamia. Demons of the mind.)

- Minotaur krøniken: (Minotaur Wars)
  1. Blodnatten (Night of Blood)
  2. Slavelejren (Night of Blood)
  3. Blodtørst (Tides of Blood)
  4. Hævneren (Tides of Blood)
  5. Blodbad (Empire of Blood)
  6. Magtkamp (Empire of Blood)

- De Glemte Krøniker: (The Lost Chronicles Trilogy)
  1. Vejen til dværgenes rige (Dragons of the Dwarven Depths)
  2. Kamp i bjergets indre (Dragons of the Dwarven Depths)
  3. Dansk titel endnu ukendt (Dragons of the Highlord Skies )
  4. Dansk titel endnu ukendt (Dragons of the Hourglass Mage)

## Foreslået læserækkefølge
Det kan være vanskeligt at overskue den rigtige rækkefølge at læse den danske udgave af fortællingen, da den er udkommet i ganske mange bind. Derfor følger her en lille guide til bøger, der er oversat til dansk.
- Først bør man læse følgende serier, der udgør hovedfortællingen:
  1. Krøniker
  2. Legender
  3. Heltenes børn
  4. Kaos krøniken
- Efter man har læst Kaos-krøniken, er der er yderligere et par sidehistorier:
  1. Sjæle krøniken
  2. Døde krøniken
- Forhistorier og Heltesagn kan læses efter at man er kommet igennem Legenderne eller endnu bedre Krønikerne. Men hvis de læses efter Sjæle-krøniken er der nok sket for meget i universet til at det er let at holde styr på tiden og figurerne.
  1. Forhistorier
  2. Heltesagn
- Herudover kan man yderligere fordybe sig i:
  1. Draconianer krøniken
  2. Dragonlance fortællinger
  3. Minotaur krøniken
  4. De glemte krøniker

## Film
Der er kun lavet én film baseret på Dragonlance. Det er en tegnefilm baseret på den første bog "Dragons of Autumn Twilight" (Drageskygger):
- Dragonlance: Drageskygger (2008)

## Computerspil
| Dragonlance computerspil |                                        |
| Årstal                   | Titel                                  |
| 1988                     | Heroes of the Lance                    |
| 1989                     | War of the Lance Dragons of Flame      |
| 1990                     | DragonStrike Champions of Krynn        |
| 1991                     | Shadow Sorcerer Death Knights of Krynn |
| 1992                     | The Dark Queen of Krynn                |

Som del af de mange computerspil til rollespillet Dungeons & Dragons, er der også udkommet computerspil der foregår i Dragonlance universet. Det første spil "Heroes of the Lance" udkom i 1988 og er baseret delvist på den første Dragonlance-bog "Dragons of Autumn Twilight". Desuden er der også udkommet "Champions of Krynn", "Death Knights of Krynn" og "The Dark Queen of Krynn" hvoraf sidstnævnte udkom i 1992.